# Pablo Podio
Pablo Joaquin Podio (* 7. srpna 1989, La Playosa, Argentina) je argentinský fotbalový záložník, od léta 2017 hráč klubu FC Fastav Zlín, od ledna 2018 na hostování v klubu Keşlə FK.
Vlastní i slovenský pas.

## Klubová kariéra
V Argentině hrál v dorosteneckém věku za FC P.S.C La Playosa, předtím hrál fotbal na ulici. V červnu 2008 odešel do Evropy v rámci programu Intercampus italského velkoklubu Inter Milán. Jelikož neměl italský pas a jeho vystavení by zabralo dlouhou dobu, vzápětí odešel ve svých osmnácti letech do slovenského klubu FO ŽP ŠPORT Podbrezová, který s Interem Milán spolupracoval. Ujal se ho trenér Jaroslav Kentoš. S Podbrezovou slavil Podio po sezoně 2013/14 postup do nejvyšší slovenské ligy.
V 1. slovenské lize debutoval 11. července 2014 na stadionu Pasienky proti mistrovskému Slovanu Bratislava (porážka 1:2). 19. července 2014 v utkání proti Spartaku Myjava (porážka 1:2) skóroval kuriózním způsobem, hráči Myjavy vstřelili úvodní branku a dlouho otáleli, slavili a občerstvovali se na vlastní polovině u postranní čáry. Sudí dal pokyn k rozehrání, a od středové čáry Podio vyběhl nikým neatakovaný, přeloboval brankáře Myjavy a vyrovnal na průběžných 1:1. 28. září 2014 vstřelil vítězný gól v domácím ligovém zápase proti ŠK Slovan Bratislava, byla to jediná branka utkání.
V červnu 2017 odešel do České republiky, kde podepsal smlouvu s vítězem českého poháru ze sezóny 2016/17, týmem FC Fastav Zlín, což pro něj znamenalo případnou možnost zahrát si v evropských pohárech (konkrétně v základní skupině Evropské ligy UEFA 2017/18, kam se Zlín kvalifikoval).
V lednu 2018 odešel ze Zlína na hostování do ázerbájdžánského klubu Keşlə FK (v minulosti známém jako Inter Baku).